# Иконография Феодора Стратилата
Феодор Стратилат изображается в пластинчатом доспехе, чаще всего в правой руке он держит копьё, которое изображается вертикально (в отличие от Феодора Тирона, копьё которого располагают по диагонали рисунка).
Также на иконах часто изображают щит (в основном — круглый), русские иконописцы позже стали писать щит времён Дмитрия Донского.
Кроме этого, встречаются иконы, на которых Феодор Стратилат держит крест.

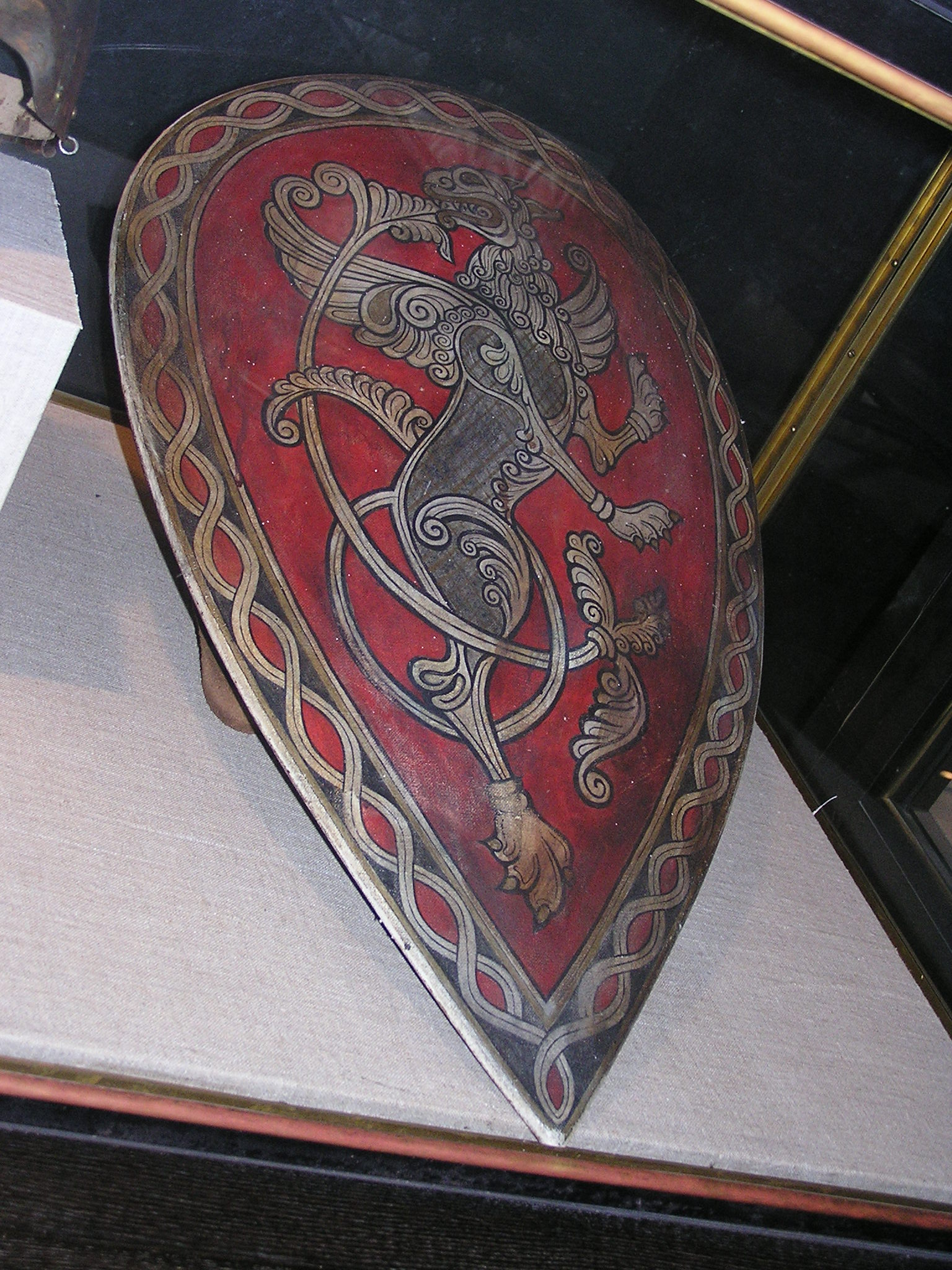
Щит времён Дмитрия Донского

Значительно реже встречаются иконы, на которых в руках святого изображён меч.
Значительно реже встречаются иконы, на которых Феодор изображён восседающим на коне.
В основном это восточная традиция, в ней существуют некоторые особенности иконописи — на коне Феодора изображается маленький сарацин, также как и на иконах Георгия Победоносца.
Этот сарацин является воплощением тех арабов, которые заодно со святым.
Масть лошади под святым Феодором на коптских иконах изображается белым, иногда — буланым или соловым.

## Феодор Стратилат и Богоматерь
В католической традиции существуют практика изображения Феодора Стратилата и Богоматери, но они мало распространены.
В противоположность этому в православии Феодор Стратилат связан с Федоровской иконой, существует «Сказание о иконе Богоматери Одигитрии Федоровской».
В нём изложена история сопровождения Феодором Стратилатом иконы: чудесная находка этой иконы, то, что икона уцелела во время пожара церкви и т. п.

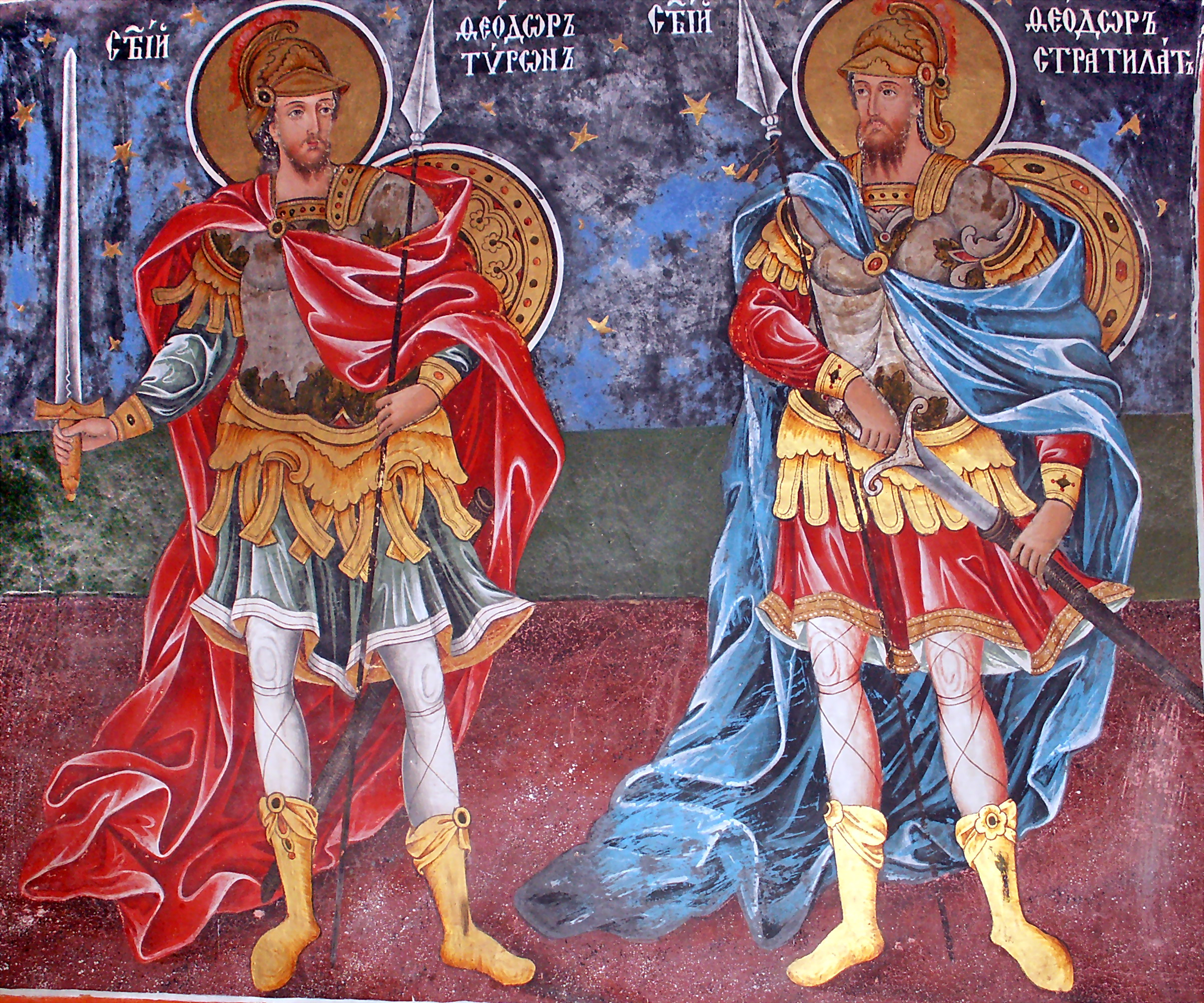
Святые Феодор Тирон и Феодор Стратилат. Фреска Рильского монастыря (Болгария)

## Феодор Стратилат и Феодор Тирон
Часто на иконах Феодора Стратилата изображают вместе с Феодором Тироном.
Феодор Стратилат и Феодор Тирон жили в одной и той же местности.
По преданию существовала христианка Евсевия, Евсевия, в доме которой были погребены мощи Феодора Тирона, и она же предостерегала Феодора Стратилата об опасности сражения со змием.
Изображения святых выполнены по определённым канонам: Феодор Тирон стоит по правую руку Феодора Стратилата, и Феодор Стратилат вертикально держит копьё в правой руке.
Если на иконе или фреске изображено несколько персонажей, то святые Феодоры стоят рядом.
По преданию, святые занимали разные должности: слово «Стратилат» переводится как военачальник, а «Тирон» значит новобранец.
Во времена Византийской империи этим святым поклонялись как олицетворению христианского начала в военной мощи империи.
К тому же они считались заступниками христианского населения страны.
Святые получили такое распространение в том числе и благодаря связи Феодоров с культом Георгия Победоносца в Византийской империи, центром которого были Малая Азия и Каппадокия.
Легенды о Феодорах получили наибольшую популярность в прилегающих к этой местности Галатии и Пафлагонии.
Сами чудеса святых Феодоров географически были связаны с городом Евхаит, что нашло своё отражение в агиографических памятниках:
В Эвхаите, на расстоянии одного дня пути от Амазеи… погребен был св. Феодор Тирон и соименный ему мученик Феодор Стратилат…
Существует ещё одна связь между Феодором Стратилатом и Георгием Победоносцем. 
В русских духовных стихотворных произведениях Феодор (без уточнения) — это отец Егория (Георгий Победоносец).
Существует также немецкая средневековая поэма, в которой братом Георгия назван воин Феодор (из контекста неясно, Тирон или Стратилат).

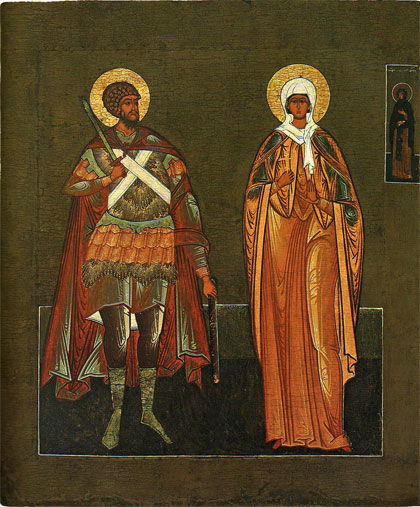
Феодор Стратилат и святая великомученица Ирина. На полях — преподобномученица Феодосия. 1592—1594

## Феодор Стратилат и великомученица Ирина
Также распространены иконы Феодора Стратилата со святой великомученицей Ириной.
Существует храм Святого Феодора и Мученицы Ирины — это надвратная церковь Ипатьевского монастыря.
Распространение этих икон связано с тем, что эти мученики являлись тезоименитыми святыми царя Феодора Иоанновича и царицы Ирины Феодоровны Годуновой, венчание которых состоялось в 1580 году.
В течение последующих двенадцати лет после свадьбы у них не было детей, что являло серьёзную проблему, особенно она обострилась после вступления Феодора на царство в 1584 году.
Так как царствующая пара располагала возможностями, по повелению московских правителей были созданы многочисленные памятники, которые явились дорогими подарками знаменитым монастырям и храмам Русского государства «в моление» о чадородии.
Иконография сопровождалась изображениями небесных ангелов царя и царицы, моливших Бога о даровании наследника.
По всей России были построены многочисленные церкви в честь святых Феодора и Ирины, а также открыты приделы в храмах.
В иконостасы этих храмов обязательно включались патрональные образы царских ктиторов.
Особенно щедро был одарен Троице-Сергиев монастырь, который был местом царского паломничества (так называемый «Троицкий ход»). После того, как в 1585 году был построен Успенский собор, по приказу царя в 1585-1586 годах были развёрнуты активные работы по художественному оформлению храма.
В монастырском храме Успения был учреждён придел святых Феодора и Ирины, и для него были написаны иконы.
В период 1580-1590-х годов по велению царской четы было создано большое количество христианских памятников, связанных с именем Феодора Стратилата. Обращает на себя внимание подборка произведений, вышитых в царицыной «светлице» Ирины Годуновой. В 1592 году был создан шитый иконостас, в котором был выполнен значительный по размерам парный образ святых, который хранится в Государственном Эрмитаже.
Кроме того, в Эрмитаже хранится пелена, на которой изображена великомученица Ирина, датируемая концом XVI века.
Эта пелена предназначалась для устроенной в честь патрональной святой надвратной церкви в Кирилло-Белозерском монастыре, в стенах которого родился отец Фёдора Иван Грозный.
Когда в конце мая 1592 года родилась дочь Феодосия, царская чета разослала ещё более щедрые подарки.
Адресатами этих «милостыней» стали не только российские монастыри и церкви, но и православные монастыри Палестины.
Эти воздаяния были разосланы в июне 1592 года в честь «разрешения неплодства царицы».
Иконы, написанные в этот период, включали дополнительно к упоминаемым святым, образ преподобномученицы Феодосии Константинопольской, который обычно писался на полях.
Для икон того времени (годуновского периода) характерны следующие стилистические особенности:
- Изображаемые фигуры удлинённые, их головы изображаются небольшими, черты лиц мелкие;
- Образы трактуются достаточно мягко, письмо плотное (напоминающее эмалевое);
- Все детали очень тщательно проработаны.

Эти особенности усиливаются и достигают своего пика в последние годы XVI века.
Эти особенности распространяются и на светскую живопись — в меньшей степени тип ликов, а особенно техника исполнения порождает большое количество откликов в искусстве этого периода.

## Житийные иконы Феодора Стратилата
В русской иконописи второй половины XVI века стали распространены житийные иконы святого Феодора, бывшего патрональным святым царя Фёдора Ивановича.
В качестве художественных памятников исследователи выделяют пять таких икон:
1. Храмовая икона Феодоровского собора Феодоровского монастыря.
2. Храмовая икона церкви Феодора Стратилата на Ручью второй четверти XVI века.
3. Икона из Кальбенштайнберга
4. Псковская или новгородская икона неизвестного происхождения третьей четверти XVI века, хранящаяся в Государственном Русском Музее
5. Храмовая икона Федоровского придела церкви Иоанна Лествичника Кирилло-Белозерского монастыря, выполненная около 1572 года.

Считается, что для икон, которые находятся в Русском музее (№ 4, 5), прообразом стала икона Феодоровского монастыря.

Икона из Феодоровского собора Феодоровского монастыря, XVI век)

### Икона Переславской школы
В русской иконописи второй половины XVI века стали распространены житийные иконы святого Феодора, бывшего патрональным святым царя Фёдора Ивановича.
Эталонным образцом для них стала икона переславской школы из Феодоровского собора Феодоровского монастыря (146 × 102 см, 18 клейм).
Икона была написана около 1557 года, по состоянию на 2002 год она находилась в Переславль-Залесском музее.
В среднике иконы находится изображение Федора Стратилата в парадном боевом ламеллярном доспехе.
Поверх неё изображена желтая перевязь, скрепленная на груди щитком в виде ромба с крестообразными завершениями углов.
Поверх кольчуги на Феодоре изображён плащ оранжевого цвета, собранный сзади складками.
Доспех подпоясан коричневым с оторочкой поясом, под доспех поддета коричневая рубаха и коричневые порты.
На ногах святого — сапоги оранжевого цвета.
За левым плечом святого находится щит, на котором изображён лев, в правой руке воина — копьё, левая опирается на меч в ножнах.
Святой изображён фронтально, стоя; изображение выполнено во весь рост.
Задник изображения отсутствует, вместо него выполнен жёлтый фон сверху и полосы серого и чёрного цвета снизу.
Такое сочетание оранжевого, жёлтого, красного цветов создаёт солнечное и яркое впечатление от иконы.
Клейма этой иконы воспроизводят события жития Феодора Стратилата, расхождение есть только в описании эпизода, когда к Феодору обратился Божественный голос.
Если в житии указано, что Феодор ночью молился в храме, то четвёртое клеймо иконы изображает, что это произошло, когда Феодор спал.

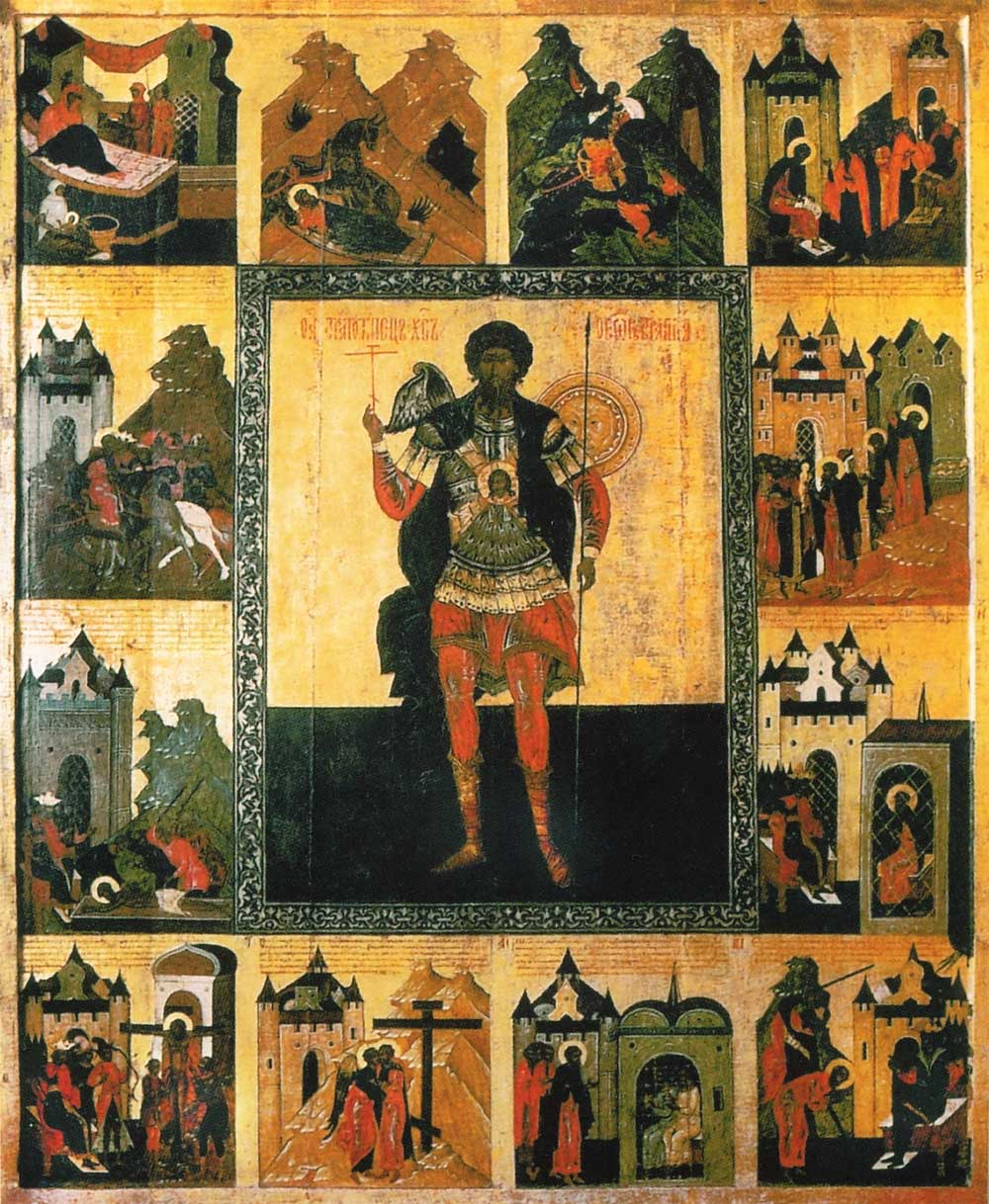
Житийная икона из Кальбенштайнберг

|   |  | Средник иконы                                                      |    |  |                                                                                       |
| 1 |  | Евсевия на поле пробуждает Феодора                                 | 10 |  | Феодор привязан к столбу, уцелевшие части тела скребут железными когтями и жгут огнём |
| 2 |  | Феодор убивает змия                                                | 11 |  | Феодора мучают голодом в темнице                                                      |
| 3 |  | Феодор принимает послов Ликиния                                    | 12 |  | Распятие Феодора                                                                      |
| 4 |  | Феодору во сне является глас божий                                 | 13 |  | Ангел исцеляет Феодора                                                                |
| 5 |  | Торжественная встреча Ликиния                                      | 14 |  | Феодор встречает центурионов Антиоха и Патриклия, которые принимают христианство      |
| 6 |  | Ликиний передаёт Феодору статуи языческих богов                    | 15 |  | Феодор останавливает возмущение народа                                                |
| 7 |  | Федор разбивает золотых и серебряных идолов, обломки раздает нищим | 16 |  | Федор освобождает невинных из темницы                                                 |
| 8 |  | Ликиний просит Феодора принести жертвоприношения языческим богам   | 17 |  | Усекновение главы Феодора                                                             |
| 9 |  | Избиение Федора плетьми                                            | 18 |  | Перезахоронение мощей Феодора                                                         |

### Икона из Кальбенштайнберга
Кроме этого, канонического образа существует ещё один старинный образ, он находится в Кальбенштайнберге, недалеко от Нюрнберга (Германия).
Этот образ является произведением новгородской иконописной школы.
Этот образ широко изучен силами немецких исследователей иконописи.
Как в среднике иконы, так и в клеймах сосуществуют два момента — верность канону и пристрастием к новаторским нововведениям.
По мнению исследователей, икона выполнена мастером, который принадлежал к самобытной развитой иконописной школе, особенностью которой было развитие художественного мастерства.
На иконе изображён святой Феодор Стратилат, в среднике иконы в рост изображена фигура святого.
Клейм всего двенадцать, в них изображены крупные, детальные сюжеты.
Особенностью сюжетной линии стало то, что сюжетная линия клейм включает в себя рождество Феодора Стратилата, которое в житии не отражено, и при этом не включает события, произошедшие после смерти святого.

Специалисты высоко оценивают мастерство неизвестного иконописца.
Предварительный рисунок иконы выполнен чёрной краской по грунту, этот рисунок точен и детален.
Иконописец при работе над иконой скрупулёзно следует намеченному рисунку, не делая никаких изменений в процессе работы.
С первоначальной раскладки красок рисунок приобретает яркость и насыщенность, краски, несмотря на прозрачность, сочетаются друг с другом по глубине и по тону.
Цветовая гамма иконы тяготеет к солнечным цветам — жёлтому, оранжевому, красному.
В иконе был использован приём противопоставления клейм на диагоналях:
- По диагонали северо-запад↔юго-восток расположены первое и последнее клейма: рождение и добровольная казнь.
- По диагонали северо-восток↔юго-запад расположены четвёртое и одиннадцатое клейма, на которых изображены решение о исповедании веры и вершина страданий.

Икона святого Феодора Стратилата в житии храниться евангелическо-лютеранской церкви святых Марии и Христофора в Кальбенштайнберге примерно.
В начале XVIII века икону исследовал учёный Иоганн-Александр Додерляйн, и, по его заключению, на тот момент икона провела в этой деревне не меньше полувека.
Из этого можно сделать вывод о том, что икона могла появиться там вскоре после 1613 года.
Его книга 1724 года стала первым в мировой истории исследованием произведений русской иконописи.

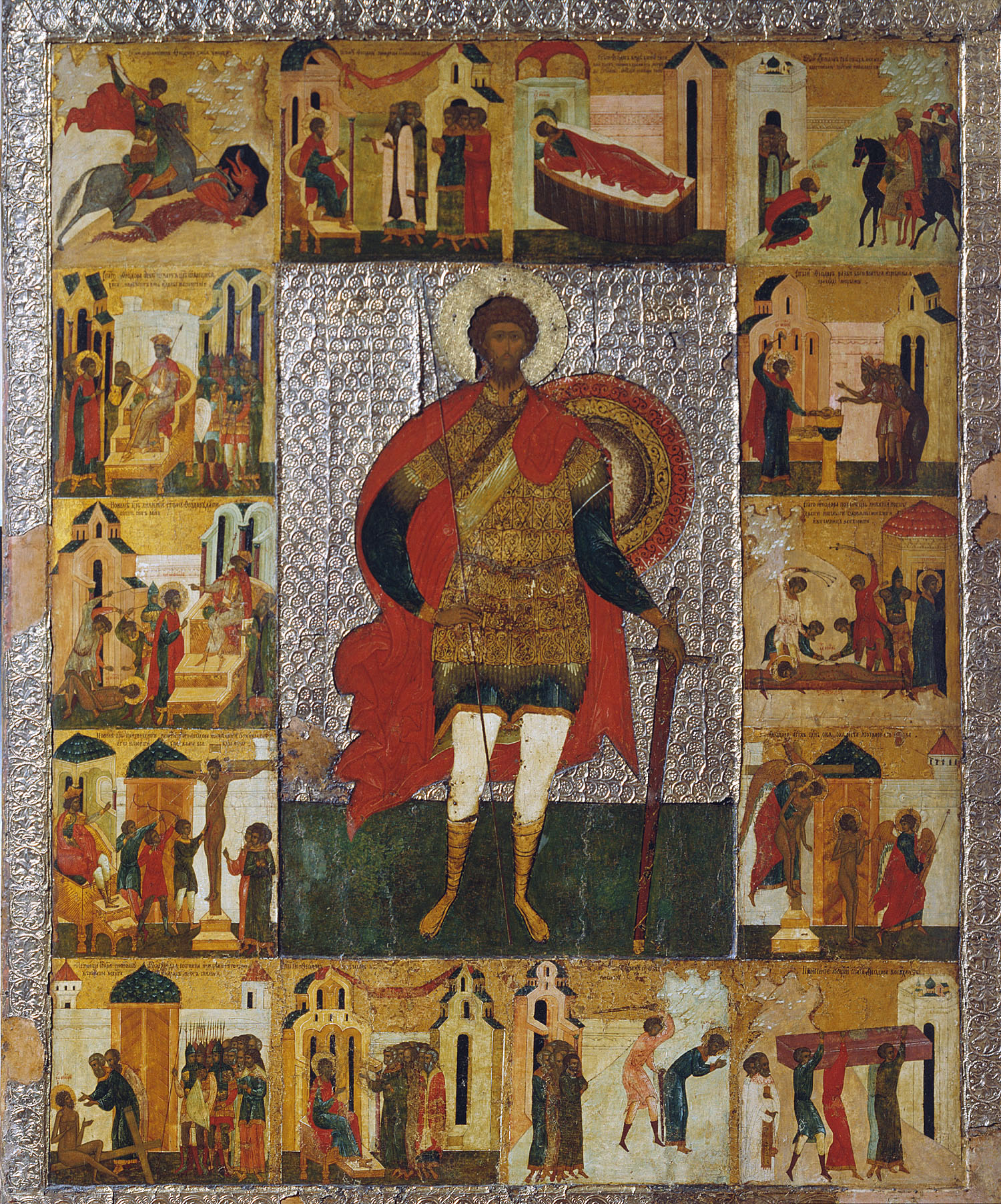
Икона из церкви Феодора Стратилата на Ручью в Новгороде. Хранится в собрании Новгородского государственного историко-архитектурного и художественного музея-заповедника